# Kabinett Vogel I (Rheinland-Pfalz)
Das Kabinett Vogel I war das zwölfte Kabinett der Landesregierung des Landes Rheinland-Pfalz nach dem Zweiten Weltkrieg. Es begann am 2. Dezember 1976 und wurde nach der Landtagswahl am 18. März 1979 vom Kabinett Vogel II abgelöst. 
| Amt                                                     | Name                                          | Partei | Partei |
| ------------------------------------------------------- | --------------------------------------------- | ------ | ------ |
| Ministerpräsident                                       | Bernhard Vogel                                |        | CDU    |
| Stellvertreter des Ministerpräsidenten ab 23. Juni 1977 | Otto Meyer                                    | CDU    |        |
| Landwirtschaft, Weinbau und Umweltschutz                | Otto Meyer                                    | CDU    |        |
| Inneres                                                 | Kurt Böckmann                                 | CDU    |        |
| Justiz                                                  | Otto Theisen                                  | CDU    |        |
| Finanzen                                                | Johann Wilhelm Gaddum                         | CDU    |        |
| Kultus                                                  | Hanna-Renate Laurien                          | CDU    |        |
| Wirtschaft und Verkehr                                  | Heinrich Holkenbrink                          | CDU    |        |
| Soziales, Gesundheit und Sport                          | Heiner Geißler bis 23. Juni 1977 Georg Gölter | CDU    |        |